# Лауреньо
Лауреньо (итал. Lauregno) — коммуна в Италии, располагается в регионе Трентино — Альто-Адидже, в провинции Больцано.
Население составляет 361 человек (2008 г.), плотность населения составляет 26 чел./км². Занимает площадь 14 км². Почтовый индекс — 39040. Телефонный код — 0436.
Покровителем коммуны почитается святой Вит, празднование 15 июня .

## Демография
Динамика населения:

## Администрация коммуны
- Официальный сайт: http://www.comune.lauregno.bz.it